# (7225) Huntress
(7225) Huntress est un astéroïde de la ceinture principale.

## Description
(7225) Huntress est un astéroïde de la ceinture principale. Il fut découvert le 22 janvier 1983 à la station Anderson Mesa par Edward L. G. Bowell. Il présente une orbite caractérisée par un demi-grand axe de 2,34 UA, une excentricité de 0,20 et une inclinaison de 6,9° par rapport à l'écliptique.

## Compléments